# Українська універсальна біржа
ТОВ «Українська універсальна біржа» [Архівовано 14 грудня 2021 у Wayback Machine.] (УУБ) — українське підприємство, ліцензована в НКЦПФР товарна біржа, що представлена філіями в багатьох областях України. Є акредитованим офіційним майданчиком системи публічних закупівель Prozorro та системи Prozorro.Продажі. Електронний майданчик з продажу необробленої деревини та пиломатеріалів. 

## Історія
Українська універсальна біржа заснована 18 листопада 1997 року з метою прийняття активної участі в ринковій трансформації економіки України та була однією із перших професійних організацій в Україні, яка почала займатися наданням повного спектру біржових послуг. Товарна біржа УУБ займала передові місця щодо об’ємів реалізованої вугільної та сільськогосподарської продукції, необробленої деревини, нафти сирої, газового конденсату та скрапленого газу. Одна із перших отримала ліцензію [Архівовано 14 грудня 2021 у Wayback Machine.] Нацкомісії з цінних паперів та фондового ринку на провадження професійної діяльності на організованих товарних ринках відповідно до нового ЗУ «Про товарні біржі» та розпочала торги необробленою деревиною за новими правилами. 
- 2004 р. — розпорядженням КМУ «Про надання повноважень на реалізацію списаного військового майна Збройних Сил» від 13.12.2004 року № 894-р, біржі надано повноваження на реалізацію списаного військового майна Збройних Сил.
- 2011 р. — отримала ліцензію на проведення земельних торгів — серія АГ № 583015 від 14.01.2011 року з продажу земельних ділянок та прав оренди на них.
- 2012 р. — УУБ за результатами конкурсу в ДПС України внесена до переліку уповноважених бірж, з якими органи ДПС України можуть укладати договори про організацію продажу майна платників податків, яке перебуває в податковій заставі (Лист ДПС України від 05.01.2012 року № 261/6/19-9015).
- 2012 р. — з цього року УУБ є однією з 4 бірж, які уповноважені Мінекономрозвитку щодо проведення електронних біржових торгів з реалізації вугільної продукції згідно з результатами відповідного конкурсу.
- 2013 р. — укладено договір № 365 від 22.10.2013 року з ФДМУ про організацію продажу майна, що перебуває у державній та комунальній власності.
- 2014 р. — УУБ переможець конкурсу ФДМУ з визначення організаторів аукціонів по відчуженню об'єктів державної власності.
- 2014 р. — отримала від Фонду державного майна України Сертифікат оціночної діяльності за № 16049/14.
- 2014 р. — УУБ визнали переможцем конкурсу та єдиним організатором спотових торгів з продажу нафти сирої, газового конденсату та скрапленого газу видобутку державних компаній.
- 2014 р. — УУБ стала членом Асоціації «Біржові та електронні майданчики».
- 2015 р. — рішенням виконавчої дирекції ФГВФО за № 005/15 — УУБ включена до переліку осіб, які мають право надавати свої послуги уповноваженим особам Фонду гарантування при виведенні неплатоспроможного банку з ринку або ліквідації банку.
- Вересень 2016 р. — УУБ приєдналася до проекту публічних закупівель Прозорро.
- Лютий 2017 р.  — на УУБ було проведено перші електронні біржові торги з елементами аукціону з реалізації необробленої деревини
- 2017 р. – УУБ приєднується до проекту Прозорро.Продажі.
- Липень 2021р. – відбувається реорганізація (перетворення) Української універсальної біржі у ТОВ «Українська універсальна біржа» (відповідно до вимог ЗУ «Про внесення змін до деяких законодавчих актів України щодо спрощення залучення інвестицій та запровадження нових фінансових інструментів» № 738-IX від 19 червня 2020 р.).
- 30.09.2021р. – ТОВ «УУБ» отримала ліцензію Нацкомісії з цінних паперів та фондового ринку на провадження професійної діяльності на організованих товарних ринках – діяльності з організації торгівлі продукцією на товарних біржах [1].
- Жовтень 2021 р. – УУБ провела перші біржові торги необробленою деревиною за новими правилами[2], які стали досить успішними. За кілька тижнів до торгів на УУБ приєдналися лісівники кількох областей: Полтавської, Черкаської, Харківської, Вінницької, Кіровоградської, Луганської, Рівненської, Сумської. Лісокористувачі  реалізовують на перших же торгах по 98-100% сировини.
- Початок 2023 р. – УУБ презентує чат-бот у Телеграм-каналі – AgroMarketUUB. Це персональний помічник для всіх, хто працює на аграрному ринку. З його допомогою підписники створюють заявки на купівлю та продаж аграрної продукції, отримують інформацію про поточні ціни в реальному часі, мають доступ до аналітичних оглядів та прогнозів ринку в Україні та світі, відомості про логістику, інтерактивну мапу елеваторів по всій країні тощо.
- Жовтень 2023 року –  майданчик УУБ приєднався до роботи в електронному каталозі «Prozorro Market».

## Напрями діяльності
Основними напрямками біржової діяльності ТОВ «Українська універсальна біржа» є: 
- організація електронних біржових торгів з купівлі-продажу необробленої деревини та пиломатеріалів [Архівовано 14 грудня 2021 у Wayback Machine.];
- продаж майна платників податків, що перебуває у податковій заставі (як уповноважена товарна біржа, визначена центральним органом виконавчої влади, що реалізує державну податкову політику, на конкурентних засадах);
- продаж на аукціонах та біржових торгах безхазяйного та іншого майна, що перейшло у власність держави.

Крім того, ТОВ «Українська універсальна біржа» є   
- офіційним електронним майданчиком публічних закупівель України Prozorro (tender.uub.com.ua [Архівовано 14 грудня 2021 у Wayback Machine.]), який авторизований Міністерством економічного розвитку та торгівлі;
- акредитованим електронним майданчиком системи Prozorro.Продажі (sale.uub.com.ua [Архівовано 14 грудня 2021 у Wayback Machine.]) за всіма напрямками діяльності.

## Електронний майданчик ТОВ «Українська універсальна біржа» системи публічних закупівель Прозорро
1 серпня 2016 року  використання електронної системи публічних закупівель Prozorro стало обов’язковим для усіх державних замовників. Електронний майданчик [Архівовано 14 грудня 2021 у Wayback Machine.] ТОВ «Українська універсальна біржа» (https://tender.uub.com.ua/) відразу розпочав процес акредитації у проекті. За роки роботи на майданчику УУБ допомогли взяти участь у тендерах до 20 000 постачальникам. 
Сервіси, які надають на майданчику УУБ: 
- персональний менеджер, котрий супроводжує у подачі пропозиції на тендер;
- функція зворотного зв’язку: служба підтримки майданчика працює 24/7, без вихідних та святкових;
- Телеграм-бот, який моніторить усе про закупівлі: допомагає не лише у пошуку необхідних тендерів, а й повідомляє про усі етапи участі підписника, його публікації, активні дії у системі тощо;
- зручна аналітика: у особистому кабінеті для учасників доступна аналітика у формі звітів, є можливість завантажити дані про участь у тендерах за певний період та інше;
- повний юридичний супровід: професійні та відповідальні партнери нададуть увесь спектр юридичних послуг;
- надійна безпека: на майданчику один із кращих рівнів захисту кібербезпеки -  Bug Bounty.

Експерти майданчика Української універсальної біржі із запрошеними спікерами від журналу «Радник у сфері державних закупівель» постійно проводять навчальні семінари [Архівовано 14 грудня 2021 у Wayback Machine.] для постачальників: як для початківців, так і для професіоналів (ознайомлюють із нововведеннями у системі закупівель). Про всі новини у публічних закупівлях можна також дізнатися у відео оглядах на Ютуб-каналі [Архівовано 14 грудня 2021 у Wayback Machine.] УУБ.
Задля зручності закупівель державним замовникам та розширення ринку збуту підприємцям майданчик УУБ приєднався до електронного каталогу «Prozorro Market». На відміну від інших процедур публічних закупівель, Маркет відрізняється швидкістю та зручністю: ані державним Замовникам, ані Постачальникам при укладенні договорів не потрібно готувати купу тендерної документації. Також на час дії воєнного стану Замовники можуть купувати товари у Маркеті без обмежень по сумі.

## Електронний майданчик ТОВ «Українська універсальна біржа» системи Прозорро.Sale
Наприкінці 2016 року в Україні стартував проект із продажу та оренди майна на онлайн аукціонах  - Прозорро.Продажі. У 2017 році електронний майданчик [Архівовано 14 грудня 2021 у Wayback Machine.] ТОВ «Українська універсальна біржа» (https://sale.uub.com.ua/)  акредитувався у системі і нині успішно працює за всіма напрямками торгів:
-        мала приватизація;
-        оренда державного та комунального майна;
-        продаж та оренда земельних ділянок;
-        продаж активів банків-банкрутів;
-        спецдозволи на видобуток надр;
-        реалізація майна банкрутів;
-        оренда вантажних вагонів Укрзалізниці;
-        активи недержавних компаній;
-        металобрухт;
-        авто.
Майданчик ТОВ «Українська універсальна біржа» зарекомендував себе як надійна та професійна платформа із зручними сервісами. Адже тут надають повний спектр послуг:
- якісна технічна підтримка;
- консультації «гарячої лінії»;
- персональні менеджери у підготовці до торгів;
- повний юридичний супровід;
- швидкий пошук на сайті необхідних лотів за фільтрами;
- зручні інформативно-пошукові мобільні додатки – Телеграм бот [Архівовано 14 грудня 2021 у Wayback Machine.] та Вайбер бот [Архівовано 2 листопада 2021 у Wayback Machine.] (дозволяють у кілька кліків на мобільному знайти усі необхідні аукціони за вибраними категоріями, підписатися на них та отримувати сповіщення про нові лоти в режимі on-line);
- спеціально створені боти для пошуку необхідних лотів із оренди та продажу ділянок – Земельний бот у Телеграм [Архівовано 14 грудня 2021 у Wayback Machine.] та Земельний бот у Вайбер [Архівовано 22 листопада 2021 у Wayback Machine.]. Підписники отримують відразу на мобільний повідомлення про земельні лоти за потрібними параметрами: продаж чи оренда, площа ділянки, регіон чи за кадастровим номером ділянки;
- покрокові відеоінструкції та рекомендації щодо участі в електронних аукціонах на Ютуб-каналі [Архівовано 14 грудня 2021 у Wayback Machine.].

За 5 років роботи у системі Прозорро.Продажі на майданчику УУБ допомогли подати учасникам понад 15 тисяч пропозицій на торги, за результатами яких бюджети різних рівнів отримали майже 4,5 млрд грн. Серед інших досягнень: 
- При запускові нових ринків майданчик УУБ завжди одним із перших готує технічне налаштування та проходить відповідне тестування. Один із останніх прикладів – запуск земельних торгів на електронних аукціонах. За підсумками першого місяця роботи цього ринку– маркетплейс вийшов у лідери[3] за кількістю підготовлених учасників до земельних торгів;
- Майданчик УУБ був одним із перших, де виставили лоти малої приватизації при запускові цього напрямку торгів. За пару місяців тут успішно провели понад 50 аукціонів та вийшли у беззаперечні лідери серед електронних майданчиків;
- За підсумками аукціонів у 2019 році майданчик Української універсальної біржі став беззаперечним лідером торгів на Прозорро.Продажі;
- Із 11,8 млрд грн отриманих за підсумками аукціонів 2020 року понад 1 млрд грн сплатили переможці, які працювали на майданчику УУБ;
- За 11 місяців 2021 року маркетплейс серед лідерів системи Прозорро.Продажі за рівнем доходів до бюджетів різних рівнів;
- За результатами експериментального проекту із продажу необробленої деревини на Прозорро.Продажі на майданчику УУБ підготували найбільшу кількість переможців цього напрямку торгів.
- ФДМУ визначив майданчик УУБ лідером із малої приватизації у 2022 році[4].

Найперспективніші та найдорожчі лоти, які придбали через майданчик УУБ. 
1. Головний офіс у Києві збанкрутілого банку «Хрещатик» (це адміністративний будинок на 7500 кв.м. по вул. Прорзній,8).
2. Столичні офіси збанкрутілого «ВТБ Банку» (будівля преміум-класу на перетині вулиці Пушкінської та бульвару Тараса Шевченка площею 6000 кв. м. та 12,3 тис кв.м. по вул. Смоленській, 31-33).
3. Головний офіс «Родовід банку», який теж знаходиться у процесі ліквідації (будівля по вул. Петра Сагайдачного,17 у Києві, площа – 6 тис. кв..м.).
4. Цілісний майновий комплекс заводу «Одесавинпром».
5. Цілий ряд спиртзаводів у різних регіонах: Іваньківське МПД (Черкаська обл.), Тхорівське МПД (Київська обл.), Довжоцьке МПД (Хмельницька обл.), Хоростківське МПД (Тернопільська обл.), Луцьке МПД (Волинська обл.), Овечацьке МПД (Вінницька обл.), Воютицьке МПД (Львівська обл.) та інші.
6. Земельна ділянка у 30 га під Києвом з призначенням під забудову.
7. Споруди та обладнання шахти  ім. М.І. Сташкова  у Дніпропетровській обл.
8. Офісні будівлі в Одесі, Харкові тощо.

## Контакти, філії та представництва
ТОВ «Українська універсальна біржа» знаходиться за адресою: Україна, 36039, м. Полтава, вул. Шевченка, 52 (4 поверх).
ТОВ УУБ має філії в основних економічно розвинених регіонах України: Київ, Суми, Харків, Дніпропетровськ, Запоріжжя, Одеса. Є також представництва у Кременчуці та Охтирці. Контакти представництв [Архівовано 14 грудня 2021 у Wayback Machine.].

Менеджери електронного майданчика ТОВ «Українська універсальна біржа» системи публічних закупівель Прозорро працюють у всіх регіонах України: 
-        Центральний та Південний регіони – Маргарита Сур; 
-        м. Київ та Східний регіон – Олексій Мітін; 
-        Західний регіон – Назар Моріс. 

Широка мережа і офіційних представництв майданчика ТОВ «Українська універсальна біржа» системи Прозорро.Продажі в Україні: Київ, Одеса, Херсон, Запоріжжя, Дніпро, Харків, Суми, Кременчук, Охтирка.  Контактні телефони представництв. [Архівовано 14 грудня 2021 у Wayback Machine.]